# Apocrypta acaeta
Apocrypta acaeta is een vliesvleugelig insect uit de familie Pteromalidae. De wetenschappelijke naam is voor het eerst geldig gepubliceerd in 1985 door Ulenberg.